# Crildumersiel
Crildumersiel ist ein Dorf in der Gemeinde Wangerland im Landkreis Friesland im Norden von Niedersachsen. 

## Geografie
Der Ort liegt rund zwei Kilometer nördlich des Küstenorts Hooksiel und rund vier Kilometer südlich von Horumersiel. Die Nordsee ist in östlicher Richtung ca. einen Kilometer entfernt. Durch den Ort verläuft das Crildumer Tief.

## Geschichte
Der ehemalige Sielort entstand im Zuge der Eindeichung der Crildumer Bucht. Durch weitere Eindeichungen wurde das Siel überflüssig und deshalb abgebrochen.

## Fauna
Direkt am Deich bei Crildumersiel liegt ein kleiner, aber gut einsehbarer Hochwasser-Rastplatz für unterschiedliche Vögel. Zu sehen sind neben Rot- und Grünschenkel, Austernfischer und Großen Brachvögeln insbesondere Regenbrachvögel.